# Sluten poker
Sluten poker, samlingsnamn på de pokerspel som spelas utan öppna kort. Det finns inga gemensamma kort och inga av ens egna kort exponeras innan visningen. Det vanligaste spelet i denna grupp är mörkpoker. De flesta pokerspel är dock inte slutna utan hör till gruppen öppen poker. 
- Mörkpoker (Five card draw)
- Lowball
- California high-low split
- Double Draw
- Triple Draw
- Anaconda
- Straight Poker